# Буковина (Липтовски Микулаш)
Буковина (слч. Bukovina) насељено је мјесто са административним статусом сеоске општине (слч. obec) у округу Липтовски Микулаш, у Жилинском крају, Словачка Република.

## Становништво
| Година:    | 1994. | 2004.    | 2014.    | 2024.   |
| ---------- | ----- | -------- | -------- | ------- |
| Број људи: | 147   | 129      | 107      | 113     |
| Разлика:   |       | -12,24 % | -17,05 % | +5,60 % |

| Година:    | 2023. | 2024.   |
| ---------- | ----- | ------- |
| Број људи: | 112   | 113     |
| Разлика:   |       | +0,89 % |

Према подацима о броју становника из 2011. године насеље је имало 118 становника.